# Harzer Volksbank
Die Harzer Volksbank eG ist eine deutsche Genossenschaftsbank mit Sitz in Wernigerode im Landkreis Harz (Sachsen-Anhalt).

## Geschichte
Im Jahr 1857 gründete Victor Aimé Huber in Wernigerode mit dem Vorschußverein den Vorläufer der Harzer Volksbank. 1858 folgte in Aschersleben der Darlehnskassenverein, der Creditverein in Halberstadt, 1864 der Vorschußverein Quedlinburg und 1880 der Spar- und Vorschußverein Bad Harzburg. In Wernigerode erfolgte 1932 die Umwandlung zur Bankverein für Stadt und Landkreis Wernigerode eGmbH, die 1941 zur Volksbank Wernigerode eGmbH und 1946 zur Bank für Handwerk und Gewerbe wurde. Nach der Wende in der DDR entstand 1991 daraus die Volksbank Wernigerode, die 1993 mit der Volksbank Bad Harzburg zur Volksbank Harzburg-Wernigerode fusionierte und ihren Sitz in Wernigerode erhielt. 1996 fusionierte die Raiffeisenbank Heudeber mit dieser Bank. Nachdem die Volksbank Harzburg-Wernigerode im Jahr 2001 mit der Volksbank Halberstadt fusionierte, trug sie den Namen Vereinigte Volksbank Wernigerode.
Die Harzer Volksbank eG entstand im Jahr 2014 durch die Fusion der Vereinigten Volksbank eG in Wernigerode mit der Ostharzer Volksbank eG in Quedlinburg.

## Rechtsgrundlagen
Rechtsgrundlagen der Bank sind außer dem Kreditwesengesetz das Genossenschaftsgesetz und ihre Satzung. Die Organe der Genossenschaftsbank sind der Vorstand, der Aufsichtsrat und die Vertreterversammlung. Die Bank ist der BVR Institutssicherung GmbH und der Sicherungseinrichtung des Bundesverbandes der Deutschen Volksbanken und Raiffeisenbanken e. V. angeschlossen.

## Niederlassungen

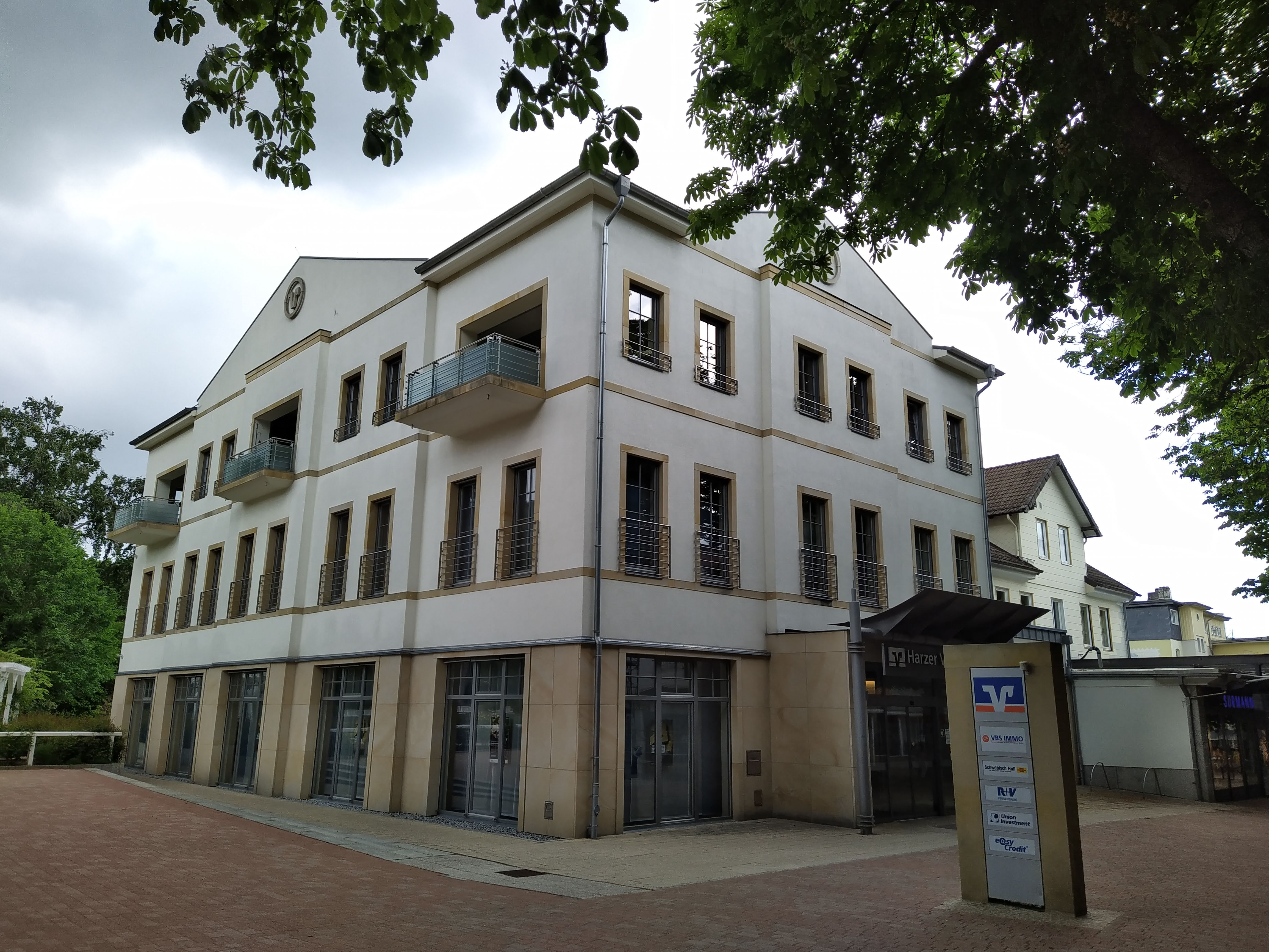
Niederlassung in Bad Harzburg

Die Harzer Volksbank eG unterhält 9 Niederlassungen, die sich im Landkreis Harz, dem Landkreis Goslar und dem Salzlandkreis befinden. Daneben verfügt die Volksbank über ungefähr 40 eigene Geldautomaten im Versorgungsgebiet.
Im Jahr 2016 wurden aus Einsparungsgründen zwölf der bestehenden 25 Filialen geschlossen oder in Automatenstandorte umgewandelt. Im März 2020 schlossen aus dem gleichen Grund fünf weitere Geschäftsstellen, so dass neun Filialen verblieben.

## Kritik
Im Jahr 2013 geriet die Vereinigte Volksbank in Kritik, weil sie für Dispositionskredite 13,25 % Zinsen verlangte, die laut Finanztest der Stiftung Warentest deutlich über dem Durchschnitt von 11,31 % lagen. Dieser Zinssatz wurde später gesenkt.